# Slåttergökbi
Slåttergökbi (Nomada integra) är en biart som beskrevs av Gaspard Auguste Brullé 1832. Den ingår i släktet gökbin och familjen långtungebin. Inga underarter finns listade i Catalogue of Life.

## Beskrivning
Slåttergökbiet är ett långsträckt, nästan hårlöst bi där främst honan har brunröda teckningar på svart botten. Hennes huvud och mellankropp har brunröda markeringar på käkarna, främre delen av clypeus (munskölden), kinder samt på mellankroppen. Hanen har till stor del käkar, munsköld och kinder gula. Även hos honom kan mellankroppen ha brunröda markeringar, men inte lika tydliga som hos honan. Bakkroppen är övervägande brunröd hos båda könen; första tergiten är svart i framkanten, samma för tergit 4 och 5, medan tergit 2 och 3 endast har svarta markeringar framtill på sidorna. Antennerna är svarta med rödaktig undersida, och benen är i huvudsak röda med svarta markeringar. Kroppslängden är 7 till 9 mm.

## Ekologi
Slåttergökbiet bygger inga egna bon, utan larven lever som boparasit hos slåttersandbi, fibblesandbi, Andrena polita och eventuellt Andrena taraxaci där den dödar ägget eller larven och lever på det insamlade matförrådet. Arten håller till i liknande habitat som värdarterna: Ofta hårt störda sandområden med närliggande tillgång till fibblor, dessa främst för värdbinas skull; slåttergökbiet är inte lika hårt knutet till en art av näringsväxt, utan flyger till flera arter, dock framför allt bland korsblommiga växter. Det förekommer också på andra sandmarker (gärna i kusttrakter), på dikes- och vägrenar samt sandtag. Slåttergökbiet har en generation per år och flyger från slutet av maj till juni i norra delen av utbredningsområdet, från april till juli i Sydeuropa.

## Utbredning
Utbredningsområdet omfattar större delen av Europa med undantag för bland annat Finland och Norge, Nordafrika samt österut via Turkiet till Kazakstan.. I Sverige finns arten numera bara i Skåne och Blekinge.

## Status
Globalt är arten klassificerad som livskraftig ("LC"), men IUCN konstaterar att arten är hotad i många länder, och att tänkbara orsaker kan vara ett mer intensifierat jordbruk med ökad ogräsbekämpning och användning av biocider.
I Sverige är arten numera begränsad främst till Skåne, där den senast observerats i Maglehem (2019) samt i Revinge och Brösarp (båda 2018). Ett fynd gjordes dock i Kallinge i Blekinge i juli 2024. Arten är därför rödlistad som starkt hotad ("EN"). På 1800-talet fanns den förutom i Skåne dessutom i Småland, Öland, Östergötland och Västergötland. Den sista populationen norr om Skåne, i Småland, dog ut 1936. Främsta orsakerna är habitatförlust till följd av markbearbetning (omfattande kommunal gräsklippning), tidig ängsslåtter, byggnation och igenväxning. Alltför omfattande insamling i samband med inventering är ett annat hot.
I Finland är arten rödlistad som nationellt utdöd ("RE"). Tidigare fanns den längst i söder, i Egentliga Finland och Nyland, de flesta fynden under 1850- till 1920-talet.